# Phyllomacromia bispina
Phyllomacromia bispina é uma espécie de libelinha da família Corduliidae.
Pode ser encontrada nos seguintes países: República do Congo, República Democrática do Congo, Uganda e Zâmbia.
Os seus habitats naturais são: florestas subtropicais ou tropicais húmidas de baixa altitude e rios.
Está ameaçada por perda de habitat.